# Anatóliai nyelvek
Az anatóliai nyelvek az indoeurópai nyelvelmélet szerint az indoeurópai nyelvcsalád egy ma már kihalt nyelvekből álló csoportja.
A legjobban dokumentált anatóliai nyelv a hettita, legkorábbi emlékei a Kr. e. 1900-tól 1200-ig tartó időszakból valók (ezen belül hieroglifikus hettita emlékek Kr. e. 700-ig), java részük a mai Boğazköyből (Hattuszasz), a hajdani Hettita Birodalom központjából, de jelentős Nesza, Szapinuva és Tapikka levéltára is. A nyelv korán kiveszett, miután a birodalom letűnt, a hagyománya is megszakadt, tehát külön munkát igényelt utóbb a megfejtése.
Az írott emlékeik részben ideogrammatikusak voltak (luvi hieroglifával írottak), tehát érthetőek, de nem olvashatóak, részben fonetikusak (ékírással írottak), ezek olvashatóak voltak, de nem érthetőek. A megfejtés a cseh Bedřich Hrozný nevéhez fűződik, s az így megismert hettita fontos bizonyítékokat szolgáltatott a laringális elmélet alapgondolatának megtámogatására. Ennek ellenére az indoeurópai nyelvelmélet az anatóliai nyelveket még nem képes megbízhatóan integrálni a történeti rendszerébe, ezért alternatív megoldásként már két további variáció is megszületett a besorolásukra, az indo-hettita elmélet és az endemikus kialakulás elmélete.
Szintén Kisázsiában adatolták a hettitához közel álló luvi és palai nyelveket, melyeknek önálló szövegemlékei a luvi hieroglifákkal írt dél-anatóliai epigrafikus szövegek. Luvi nyelvű hettita írnoki pecsétnyomó még Trójában is előkerült. A luvi nyelv egyáltalán nem halt ki, mivel a korai ógörögben, a lük a lüd nyelvekben tovább élt. Luvi közvetítéssel a hettita nyelv elemei is átkerültek a görögbe.